# Śarada

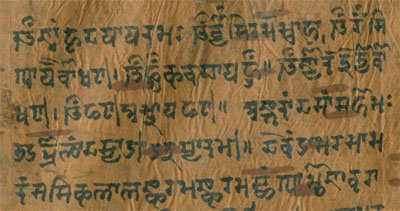
Tekst w piśmie śarada

Śāradā (sanskryt: शारदा śāradā) – alfabet sylabiczny wywodzący się ze starożytnego pisma brahmi, używany w Kaszmirze od VIII w. Najstarsze zachowane manuskrypty pochodzą z XII w. Obecnie jego wykorzystanie jest minimalne, czasem posługują się nim panditowie kaszmirscy w celach ceremonialnych.
Na podstawie pisma śarada rozwinęło się pismo gurmukhi.